# Morris Udeze
Morris Udeze (Richmond, 13 dicembre 1999) è un cestista statunitense con cittadinanza nigeriana.